# آلیس آستن
آلیس آستن (انگلیسی: Alice Austen؛ ۱۷ مارس ۱۸۶۶ – ۹ ژوئن ۱۹۵۲) یک عکاس اهل ایالات متحده آمریکا بود.